# Hildegard Böhme (Malerin)

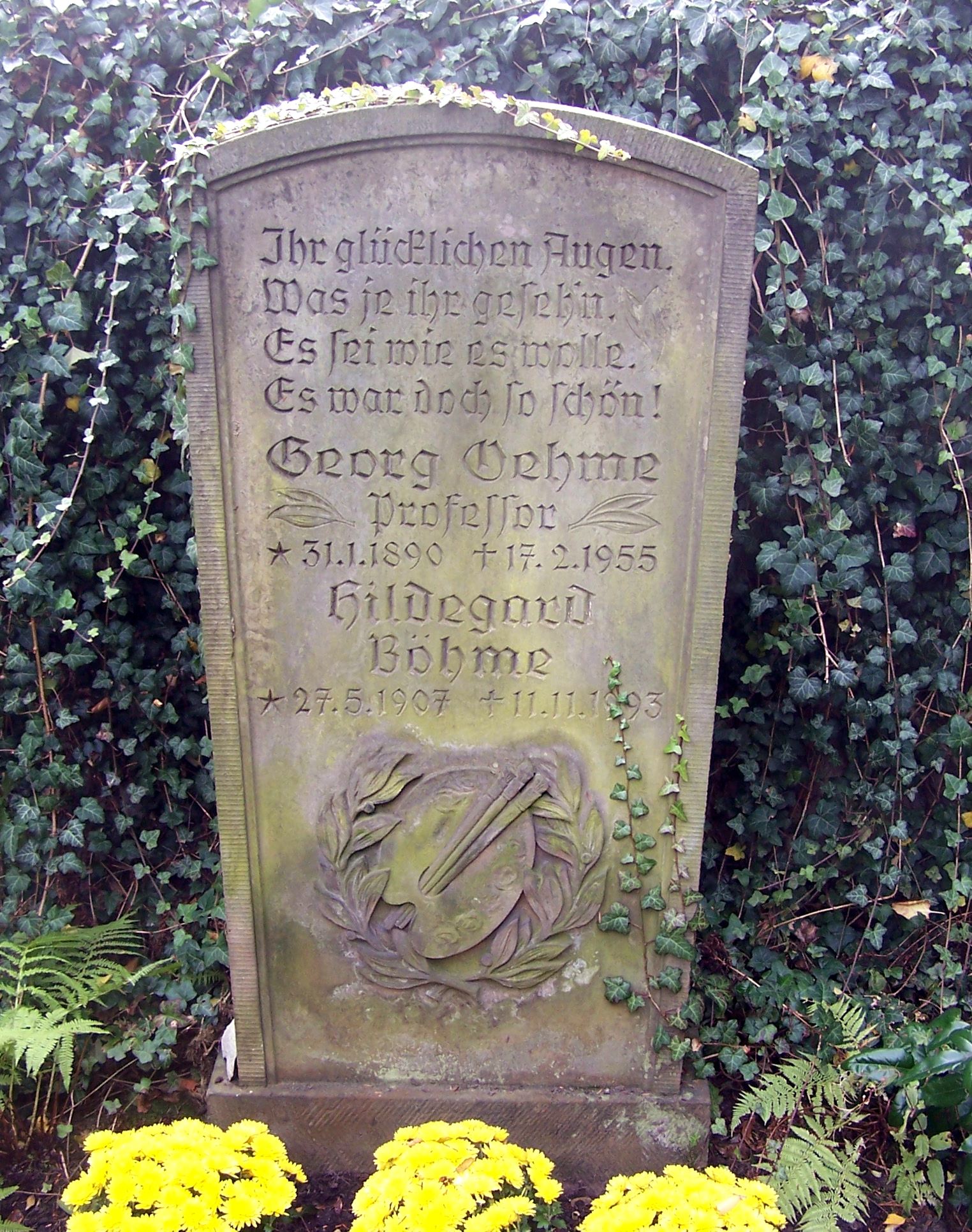
Grab von Hildegard Böhme auf dem Äußeren Plauenschen Friedhof

Hildegard Marion Böhme (* 27. Mai 1907 in Dresden; † 11. November 1993 ebenda) war eine deutsche Malerin.

## Leben
Ersten Zeichenunterricht erhielt Hildegard Böhme bei Ernst Oskar Simonson-Castelli und Georg Oehme. Von 1926 bis 1930 studierte sie an der Kunstakademie Dresden bei Richard Müller, Hermann Dittrich, Ferdinand Dorsch und Max Feldbauer. Danach arbeitete sie in Dresden als freischaffende Künstlerin. In der Zeit des Nationalsozialismus war sie Mitglied der Reichskammer der bildenden Künste und in der DDR des Verbands Bildender Künstler der DDR.
Bei den Luftangriffen auf Dresden im Jahr 1945 verlor sie einen großen Teil ihres Werkes.

## Werk
Böhme bevorzugte Ölmalerei und schuf zahlreiche Porträts, Selbstporträts und Gruppenbilder sowie Landschafts- und Blumenbilder und Stillleben.
Bilder Hildegard Böhmes befinden sich u. a. in der Galerie Neue Meister und im Sächsischen Kunstfonds.

### Weitere Werke (Auswahl)
- Arbeiter Stenzel (1957, Öl, 80 × 70 cm; auf der Ausstellung „Frauenschaffen und Frauengestalten in der bildenden Kunst“)

- Selbstbildnis mit Palette (1966, Öl auf Leinwand, 65 × 84 cm)[2]
- Selbstbildnis im weißen Kittel (1966, Öl auf Leinwand, 65 × 70 cm)[3]
- Aschermittwoch (1982, Öl auf Leinwand)[4]

## Ausstellungen
- 1941 und 1943: Dresden, Brühlsche Terrasse („Große Dresdner Kunstausstellung“)

- 1946 Dresden, Staatliche Kunstakademie (Kunstausstellung Sächsische Künstler)[5]
- 1960: Berlin, Pavillon der Kunst („Frauenschaffen und Frauengestalten in der bildenden Kunst. 50 Jahre Internationaler Frauentag.“)
- 1972, 1974, 1979 und 1985 Dresden, Bezirkskunstausstellungen
- 1984 Pädagogische Hochschule „Karl Friedrich Wilhelm Wander“ Dresden
- 1988 Kunstdienst der Kreuzkirche Dresden
- 1990 Haus der Kultur und Bildung Dresden
- 1992 Ausstellung in Brüssel
- 1995 Landschaften – Stillleben – Blumen im Dümmer-Museum Lehmbruch